# 五十嵐こころ
五十嵐 こころ（いがらし こころ、1989年2月5日 - ）は、日本のAV女優。

## プロフィール
- 出身地:東京都
- 身長:147cm
- スリーサイズ:B83(C)・W53・H83（ワンズファクトリー）
- スリーサイズ：B80・W54・H83（kawaii*）
- 血液型:O型
- 趣味:ショッピング、ドライブ

## 略歴
2007年10月にワンズファクトリー専属女優として『デビュー18歳 半熟こころ』でAVデビュー。
2008年5月をもって専属を離れ、以降は多くのメーカーの作品に出演している。

## 出演作品

### アダルトビデオ
2007年
- デビュー18歳 半熟こころ （10月1日、ワンズファクトリー）
- 女子校生こころ 放課後課外授業 （11月1日、ワンズファクトリー）
- 妹こころ （12月1日、ワンズファクトリー）
- 濃厚 MEGA FUCK！8時間 （12月1日、ワンズファクトリー）

2008年
- パイパンメイドこころ （1月1日、ワンズファクトリー）
- 監禁拘束パイパンアクメ （2月1日、ワンズファクトリー）
- JKゴスロリCAFE （4月1日、ワンズファクトリー）
- 見つめられたまましゃぶられてイってしまった僕 （4月1日、ワンズファクトリー）他出演:風間ゆみ、蜜井とわ、愛菜りな、泉まりん、那月りの、桜井春、佐伯奈々、妃乃ひかり、夏芽涼、堀口奈津美、南沙也香
- いたずら飼育日記 （5月1日、ワンズファクトリー）
- イカせて下さい。ご主人様 15人4時間 （6月1日、ワンズファクトリー）
- DAISY 25 （7月23日、プレステージ） ※「ココロ」名義
- kawaii*High School 03 （7月25日、kawaii*）
- パイパン少女いたずら 4時間 （8月1日、ワンズファクトリー）
- ぶっかけ200連発 （8月1日、ワンズファクトリー）
- こころの日常生活 （8月19日、キッチュ）
- 疼きマンコ本気オナニー30人 （9月1日、ワンズファクトリー）
- 濡れた女子校生 6 （9月19日、キッチュ）
- THE 流出! こころの私生活全暴露! （12月1日、ワンズファクトリー）
- カウントダウンAV 〜豪華女優の極上猥褻プレイランキング8時間SP〜 （12月1日、ワンズファクトリー）

2009年
- 貧乳パイパン少女 （1月23日、I.B.WORKS）他出演:大崎ちわ、日向まひる
- ≪眼ガン顔ガン射シャ!≫ メガ精子砲 （3月19日、GLAY'z）他出演:美花ぬりぇ、東条かれん、星優乃、河合みほ、藤宮櫻花、青木春、綾瀬りさ、春野愛、平塚ゆい
- パイパン中出し女子校生 （3月20日、TMA）…オムニバス作品 他出演:大崎ちわ、日向まひる、真崎寧々、睦美杏奈
- ぺったん娘 Collection （4月10日、I.B.WORKS）他出演:大崎ちわ、小日向みくる、河愛杏里、桜舞衣、加藤はる、石黒莉奈
- ロリはめ BLACK 2 （7月21日、I.B.WORKS）他出演:かわのすみれ
- 縞パン・ニーソックス 4時間 2(7月24日、TMA)他出演:鮎川なお、君野ゆめ、赤西涼、成瀬心美、日野まひる、星島ちさ